# Gustav-Heinemann-Brücke (Minden)
Die Gustav-Heinemann-Brücke, auch Nordbrücke genannt, ist eine Straßenbrücke im Norden der ostwestfälischen Stadt Minden, die die Weser im Zuge des Stadtrings überspannt. Im Osten, dem Stadtteil Rechtes Weserufer, ist sie an den Mindener Unterhafen und das Industriegebiet Minden angeschlossen, von Westen nimmt sie den vierspurigen Ring um die Stadt Minden im Zuge der L 764 auf.

## Lage
Die Gustav-Heinemann-Brücke liegt auf dem Gebiet der Stadt Minden und verbindet über die Weser die Stadtteilen Nordstadt im Westen und Rechtes Weserufer im Osten. Sie ist die nördlichste Weserquerung im Bereich der Stadt Minden. Nördlich der Stadt Minden ist weserab eine Querung erst im Zuge der Landesstraße 770 in der Stadt Petershagen möglich, also rund 10 Kilometer nördlich.

## Bauwerk
Die eigentliche Straßenbrücke über die Weser ist in den 1970er Jahren als Spannbetonbrücke gebaut worden. Der tragende Teil ist nach dem System des gevouteten 2-stegigen Plattenbalken ausgebildet. Die Widerlager wurden tief gegründet. Die Rampe nach Westen führte zunächst als Hochbrücke über das heutige Gelände der Firma WAGO und musste anschließend westlich den Geländesprung auf die Mittelterrasse überwinden. Da die Steigung nicht für die vierspurige Straße zu groß sein durfte, führt die ansteigende Strecke durch einen Trogbauwerk. An der Kreuzung Marienstraße wird die querende Straße noch untertunnelt, an der Kreuzung Stiftsallee, etwas weiter im Westen, wird die Nordrampe der Gustav Heinemann Brücke mit einer großen Kreuzung in den normalen Verkehr eingefädelt.
Die Brücke ist in beiden Richtungen mit einem Radfahrstreifen ausgestattet, der bei der Sanierung 2021 erneut eine rote Fahrdecke erhielt.

## Geschichte
Am 17. August 1971 wurde die damalige Nordbrücke für den Verkehr freigegeben.
Zusammen mit der damals noch so genannten Südbrücke sollte die Stadt Minden und der zentrale Weserübergang am Brückentor sollte der innerstädtische Ostwestverkehr in der Stadt Minden entlastet werden. Die weiteren Straßenanschlüsse der Nord- und Südbrücke ins Umland sind jedoch nur teilweise realisiert worden.
Die Brücke ist nach dem ehemaligen Bundespräsidenten Gustav Heinemann benannt.